# Сафронова, Валентина Ивановна
Валентина Ивановна Сафронова (1918—1943) — участница Великой Отечественной войны, партизанка Брянского городского партизанского отряда. Герой Советского Союза (1965).

## Биография
Родилась в 1918 году в городе Брянске в многодетной семье. Русская.
Росла трудолюбивой, любознательной и жизнерадостной девочкой. Училась в школе № 27 города Брянска. Там же работала пионервожатой, а затем контролёром в сберкассе.
Участница Великой Отечественной войны с августа 1941 года, комсомолка. Была партизанкой-разведчицей Брянского городского партизанского отряда. В начале сентября 1941 года в составе разведывательно-диверсионной группы была заброшена в тыл врага в Клетнянские леса, где принимала участие в засадах и диверсиях, в сборе разведывательной информации о дислокации войск противника. Неоднократно переходила линию фронта.
В начале февраля 1942 года в отряде вышел из строя радиопередатчик, а на Большую землю нужно было срочно передать важные документы. Командование отряда приняло решение послать через линию фронта группу партизан и в их числе — Валентину Сафронову. Смельчаки, преодолев 120-километровый путь, дошли до расположения советских войск и передали документы. При возвращении назад попали в засаду. Сафронова была ранена в голову и контужена. Её оставили на Большой земле, но после лечения в госпитале весной 1942 года она вернулась в расположение отряда и возобновила разведывательную деятельность. В августе 1942 года Валентина вновь была направлена на лечение в госпиталь.
17 декабря 1942 года при выполнении боевого задания в районе деревни Ворки партизанская разведчица была тяжело ранена, в бессознательном состоянии попала в плен и переправлена в гестапо в Брянске. Командир отряда Чернов свидетельствует:

«Разведчица Валя, очутившись в кольце, не сдалась живой в руки немецких фашистов и в неравной схватке была смертельно ранена».

Была замучена гестапо 1 мая 1943 года.

## Награды
- Указом Президиума Верховного Совета СССР от 8 мая 1965 года за образцовое выполнение боевых заданий командования и проявленные мужество и героизм в боях с немецко-фашистскими захватчиками в годы Великой Отечественной войны Сафроновой Валентине Ивановне посмертно присвоено звание Героя Советского Союза.
- Награждена орденом Ленина и орденом Красной Звезды (1942).

## Интересные факты
- О том, как погибла Валентина Сафронова, достоверных сведений не сохранилось. Ещё 1943 году одна жительница Брянска рассказала, что у неё в доме квартировал немецкий врач-офицер. Однажды в декабре 1942 года к нему доставили израненную молодую девушку-партизанку, без памяти, с орденом на гимнастёрке. Врач говорил, что девушка эта была вооружена именным оружием. Командование приказало врачу вылечить её. От пищи и от лекарства девушка категорически отказывалась. Потом немцы положили её в машину и увезли[2].
- В 2011 году в Германии был обнаружен дневник Валентины Сафроновой. Аспирант Берлинского университета Себастьян Штоппер, работавший над докторской диссертацией, опубликовал в газете объявление, попросив соотечественников поделиться историческими документами. Через несколько дней к нему обратился доктор, который лечил вдову офицера Абвера — Клару Штенберг. Бывшая переводчица, к услугам которой немцы прибегали во время бесед с генералом Власовым, передала доктору странный раритет с записями на русском языке. Это оказался дневник с записями Валентины Сафроновой, сделанными в «Книжке автомобилиста»[3].

## Память
- В Брянске именем Валентины Сафроновой названы улица и средняя школа.
- Памятник Герою в составе скульптурной группы в Фокинском районе г. Брянска (1970).
- В конце 1950-х годов брянский автор В. Ляшенко создал о подвиге Сафроновой поэму «Валя».